# ژانگ یایی
ژانگ یایی (انگلیسی: Zhang Yayi؛ زادهٔ ۶ مهٔ ۱۹۹۷) ورزشکار شنای موزون اهل چین است.
وی در مسابقات کشوری و بین‌المللی در مجموع برندهٔ ۹ مدال طلا، ۲ مدال نقره شده است.